# 阿尔辛·安德生
阿尔辛·伊曼纽尔·安德森（丹麥語： 1893年2月5日—1962年12月5日）丹麦社会民主党政治家，曾任丹麦国防部长（1935–1940）。1940年7月8日至1945年，任丹麦社会民主党副主席，并从索瓦尔德·斯陶宁逝世（1942年5月3日）到1945年纳粹对丹麦统治结束担任该党的代理主席。安德森于1947年11月13日至23日短暂回任内政部长。1957年至1962年，任社会党国际的第二任主席。战后的其他活动包括任联合国调查1956年匈牙利革命委员会主席。